# Egitto ai Giochi della XXI Olimpiade
L'Egitto partecipò ai Giochi della XXI Olimpiade che si sono svolti a Montréal dal 17 luglio al 1º agosto 1976, con una rappresentanza di 26 atleti che gareggiarono in quattro discipline solo fino al 20 luglio, dopodiché la delegazione venne ritirata aderendo al boicottaggio attuato da numerosi Paesi africani per protesta contro la presenza della Nuova Zelanda, accusata di intrattenere relazioni sportive con il Sudafrica da tempo escluso dai Giochi a causa della sua politica di apartheid.

## Risultati

### Pallacanestro
- Uomini

| Atleta | Classifica |
| --- | ---------- |
| V · D · M Nazionale egiziana - Pallacanestro ai Giochi della XXI Olimpiade - Torneo maschile 4 Abu al-Dahab · 5 Khaled · 6 el-Said · 7 Kamel · 8 el-Seoudi · 9 el-Gohary · 10 el-Saharty · 11 Selim · 12 Warda · 13 Hassan · 14 Osman · 15 Abdel Nabi · All. Fouad el-Kheir | 12°        |
| Nazionale egiziana - Pallacanestro ai Giochi della XXI Olimpiade - Torneo maschile |            |
| 4 Abu al-Dahab · 5 Khaled · 6 el-Said · 7 Kamel · 8 el-Seoudi · 9 el-Gohary · 10 el-Saharty · 11 Selim · 12 Warda · 13 Hassan · 14 Osman · 15 Abdel Nabi · All. Fouad el-Kheir                                                                                              |            |